# Redukcja (hydraulika)

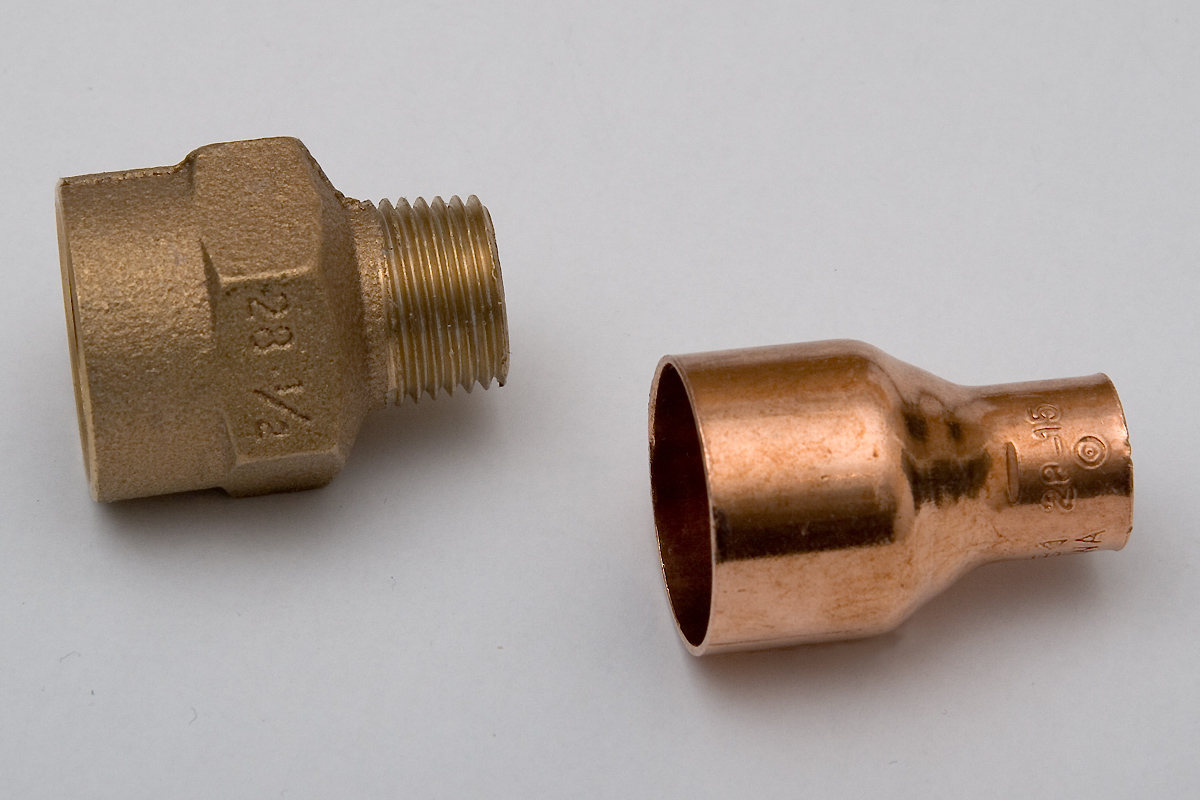
Redukcja do armatury wykonana z mosiądzu z gwintem zewnętrznym z lewej i miedziana z prawej

Redukcja – rodzaj kształtki rurowej. Element rurociągu, który zmniejsza rozmiar rury z większej do mniejszej średnicy (średnica wewnętrzna), działając tym samym jako konfuzor lub zwiększający średnicę przepływu działając tym samym jako dyfuzor. Podczas podłączania pomp, czy innych urządzeń, zaleca się, by złączka redukcyjna symetryczna była zastosowana na tłoczeniu, od strony ssącej zaś redukcja asymetryczna.
Złączka redukcyjna jest stosowana do rur, urządzeń, kolan,  itp.

## Kryteria i podział redukcji
Redukcje można specyfikować według następujących kryteriów.
- ze względu na kształt:
  - Redukcja symetryczna - umożliwia prowadzenie instalacji, redukując jej przekrój symetrycznie, gdzie osie obu wymiarów pokrywają się[3]
  - Redukcja asymetryczna - ma przesunięte osie środkowe, które zachowają płaską stronę na górze lub na dole złączki[4].
- ze względu na użyty materiał:
  - mosiądz lub mosiądz niklowany
  - różne odmiany stali
  - różne odmiany stali nierdzewnej
  - miedź
  - aluminium
  - Tworzywa sztuczne - PB, PP, PE, PVC i inne
  - kompozytowe włókna szklane - GRP(inne języki) (ang. Glass Reinforced Plastic), GRE (ang. Glass Reinforced Epoxy) i inne
- ze względu na zakres stosowania:
  - połączenia rurowe
  - instalacje pneumatyczne
  - sprężone powietrze
  - gazy obojętne
  - wody użytkowe
  - instalacje przemysłowe
  - instalacje olejowe
  - przewody ciśnieniowe
  - instalacje ściekowe
  - wentylacja
  - budownictwo okrętowe
  - przeciwpożarowe instalacje tryskaczowe i mgły wodnej
  - centralne ogrzewanie
  - i wiele innych